# Спектральный радиус
Спектральный радиус — понятие в математике, определяемое для квадратной матрицы как максимум абсолютных значений её собственных значений. В более общем случае, спектральный радиус линейного ограниченного оператора — это точная верхняя граница абсолютных значений элементов его спектра. Спектральный радиус часто обозначается ρ(·).

## Определение

### Матрицы
Пусть λ1, ..., λn являются собственными значениями матрицы A ∈ Cn×n. Спектральный радиус A определяется как
{\displaystyle \rho (A)=\max \left\{|\lambda _{1}|,\dotsc ,|\lambda _{n}|\right\}.}
Спектральный радиус можно представить как точную нижнюю границу всех норм матрицы. Действительно, с одной стороны, {\displaystyle \rho (A)\leqslant \|A\|} для каждой естественной нормы матрицы {\displaystyle \|\cdot \|}; а с другой стороны, формула Гельфанда утверждает, что {\displaystyle \rho (A)=\lim _{k\to \infty }\|A^{k}\|^{1/k}}. Оба этих результата показаны ниже.
Однако спектральный радиус не обязательно удовлетворяет {\displaystyle \|A\mathbf {v} \|\leqslant \rho (A)\|\mathbf {v} \|} для произвольных векторов {\displaystyle \mathbf {v} \in \mathbb {C} ^{n}}. Чтобы понять, почему, пусть {\displaystyle r>1} будет произвольным, тогда рассмотрим матрицу
{\displaystyle C_{r}={\begin{pmatrix}0&r^{-1}\\r&0\end{pmatrix}}}.
Характеристический многочлен матрицы {\displaystyle C_{r}} — это {\displaystyle \lambda ^{2}-1}, поэтому его собственные значения равны {\displaystyle \{-1,1\}} и, следовательно, {\displaystyle \rho (C_{r})=1}. Однако, {\displaystyle C_{r}\mathbf {e} _{1}=r\mathbf {e} _{2}}. В результате,
{\displaystyle \|C_{r}\mathbf {e} _{1}\|=r>1=\rho (C_{r})\|\mathbf {e} _{1}\|.}
В качестве иллюстрации формулы Гельфанда заметим, что
{\displaystyle \|C_{r}^{k}\|^{1/k}\to 1} при {\displaystyle k\to \infty }, поскольку {\displaystyle C_{r}^{k}=I}, если {\displaystyle k} — чётное, и {\displaystyle C_{r}^{k}=C_{r}}, если {\displaystyle k} — нечётное.
Особым случаем, когда {\displaystyle \|A\mathbf {v} \|\leqslant \rho (A)\|\mathbf {v} \|} для всех {\displaystyle \mathbf {v} \in \mathbb {C} ^{n}}, является ситуация, при которой {\displaystyle A} — эрмитова матрица и {\displaystyle \|\cdot \|} — евклидова норма. Это связано с тем, что любая эрмитова матрица является диагонализируемой унитарной матрицей, а унитарные матрицы сохраняют длину вектора. В результате,
{\displaystyle \|A\mathbf {v} \|=\|U^{*}DU\mathbf {v} \|=\|DU\mathbf {v} \|\leqslant \rho (A)\|U\mathbf {v} \|=\rho (A)\|\mathbf {v} \|.}

### Ограниченные линейные операторы
В контексте ограниченного линейного оператора A на банаховом пространстве собственные значения нужно заменить элементами спектра оператора, то есть значениями {\displaystyle \lambda }, для которых {\displaystyle A-\lambda I} не является биективным. Обозначим спектр через
{\displaystyle \sigma (A)=\left\{\lambda \in \mathbb {C} :A-\lambda I\;{\text{не биективный}}\right\}}.
Спектральный радиус определяется как точная верхняя грань величин элементов спектра:
{\displaystyle \rho (A)=\sup _{\lambda \in \sigma (A)}|\lambda |.}
Формула Гельфанда, также известная как формула спектрального радиуса, справедлива и для ограниченных линейных операторов: пусть {\displaystyle \|\cdot \|} обозначает норму оператора, тогда имеем
{\displaystyle \rho (A)=\lim _{k\to \infty }\|A^{k}\|^{\frac {1}{k}}=\inf _{k\in \mathbb {N} ^{*}}\|A^{k}\|^{\frac {1}{k}}.}
Ограниченный оператор (на комплексном гильбертовом пространстве) называется спектралоидным оператором, если его спектральный радиус совпадает с числовым радиусом. Примером такого оператора является нормальный оператор.

### Графы
Спектральный радиус конечного графа определяется как спектральный радиус его матрицы смежности.
Это определение распространяется на случай бесконечных графов с ограниченными степенями вершин (то есть существует некоторое вещественное число C такое, что степень каждой вершины графа меньше C). В этом случае, для графа G определяем:
{\displaystyle \ell ^{2}(G)=\left\{f:V(G)\to \mathbf {R} \ :\ \sum \nolimits _{v\in V(G)}\left\|f(v)^{2}\right\|<\infty \right\}.}
Пусть γ — оператор смежности G:
{\displaystyle {\begin{cases}\gamma :\ell ^{2}(G)\to \ell ^{2}(G)\\(\gamma f)(v)=\sum _{(u,v)\in E(G)}f(u)\end{cases}}}
Спектральный радиус G определяется как спектральный радиус ограниченного линейного оператора γ.

## Верхние границы

### Верхние границы спектрального радиуса матрицы
Следующее утверждение предоставляет простые, но полезные верхние границы на спектральный радиус матрицы
Утверждение. Пусть A ∈ Cn×n со спектральным радиусом ρ(A) и согласованной нормой матрицы ||⋅||. Тогда, для каждого целого {\displaystyle k\geqslant 1}:
{\displaystyle \rho (A)\leq \|A^{k}\|^{\frac {1}{k}}.}
Доказательство
Пусть (v, λ) — пара собственного вектора и собственного значения для матрицы A. В силу субмультипликативности нормы матрицы получаем:
{\displaystyle |\lambda |^{k}\|\mathbf {v} \|=\|\lambda ^{k}\mathbf {v} \|=\|A^{k}\mathbf {v} \|\leq \|A^{k}\|\cdot \|\mathbf {v} \|.}
Поскольку v ≠ 0, мы получаем
{\displaystyle |\lambda |^{k}\leq \|A^{k}\|}
и поэтому
{\displaystyle \rho (A)\leq \|A^{k}\|^{\frac {1}{k}},}
что и требовалось доказать.

### Верхние границы для спектрального радиуса графа
Существует множество верхних границ для спектрального радиуса графа в терминах его количества n вершин и количества m рёбер. Например, если
{\displaystyle {\frac {(k-2)(k-3)}{2}}\leq m-n\leq {\frac {k(k-3)}{2}}}
где {\displaystyle 3\leq k\leq n} является целым, тогда
{\displaystyle \rho (G)\leq {\sqrt {2m-n-k+{\frac {5}{2}}+{\sqrt {2m-2n+{\frac {9}{4}}}}}}}

## Последовательность степеней
Спектральный радиус тесно связан с поведением сходимости последовательности степеней матрицы, как показано в следующей теореме.
Теорема. Пусть A ∈ Cn×n со спектральным радиусом ρ(A). Тогда ρ(A) < 1 тогда и только тогда, когда
{\displaystyle \lim _{k\to \infty }A^{k}=0.}
С другой стороны, если ρ(A) > 1, то {\displaystyle \lim _{k\to \infty }\|A^{k}\|=\infty }. Это утверждение верно для любой выбранной нормы матрицы в Cn×n.
Доказательство
Допустим, что {\displaystyle A^{k}} стремится к нулю, когда {\displaystyle k} стремится к бесконечности. Мы покажем, что ρ(A) < 1. Пусть (v, λ) — пара собственного вектора и собственного значения для A. Так как Akv = λkv, у нас есть следующее:
{\displaystyle {\begin{aligned}0&=\left(\lim _{k\to \infty }A^{k}\right)\mathbf {v} \\&=\lim _{k\to \infty }\left(A^{k}\mathbf {v} \right)\\&=\lim _{k\to \infty }\lambda ^{k}\mathbf {v} \\&=\mathbf {v} \lim _{k\to \infty }\lambda ^{k}.\end{aligned}}}
Поскольку v ≠ 0 по предположению, то должно выполняться следующее утверждение:
{\displaystyle \lim _{k\to \infty }\lambda ^{k}=0,}
из чего следует, что |λ| < 1. Поскольку это должно быть верным для любого собственного значения λ, мы можем сделать вывод, что ρ(A) < 1.
Теперь предположим, что радиус A меньше 1. Из теоремы о жордановой нормальной форме известно, что для всех A ∈ Cn×n, существуют V, J ∈ Cn×n, где V — невырожденная и J — блочная диагональная, такие что:
{\displaystyle A=VJV^{-1}}
с
{\displaystyle J={\begin{bmatrix}J_{m_{1}}(\lambda _{1})&0&0&\cdots &0\\0&J_{m_{2}}(\lambda _{2})&0&\cdots &0\\\vdots &\cdots &\ddots &\cdots &\vdots \\0&\cdots &0&J_{m_{s-1}}(\lambda _{s-1})&0\\0&\cdots &\cdots &0&J_{m_{s}}(\lambda _{s})\end{bmatrix}}}
где
{\displaystyle J_{m_{i}}(\lambda _{i})={\begin{bmatrix}\lambda _{i}&1&0&\cdots &0\\0&\lambda _{i}&1&\cdots &0\\\vdots &\vdots &\ddots &\ddots &\vdots \\0&0&\cdots &\lambda _{i}&1\\0&0&\cdots &0&\lambda _{i}\end{bmatrix}}\in \mathbf {C} ^{m_{i}\times m_{i}},1\leq i\leq s.}
Легко заметить, что
{\displaystyle A^{k}=VJ^{k}V^{-1}}
и, поскольку J — блочно-диагональная,
{\displaystyle J^{k}={\begin{bmatrix}J_{m_{1}}^{k}(\lambda _{1})&0&0&\cdots &0\\0&J_{m_{2}}^{k}(\lambda _{2})&0&\cdots &0\\\vdots &\cdots &\ddots &\cdots &\vdots \\0&\cdots &0&J_{m_{s-1}}^{k}(\lambda _{s-1})&0\\0&\cdots &\cdots &0&J_{m_{s}}^{k}(\lambda _{s})\end{bmatrix}}.}
Теперь стандартный результат k-ой степени блока Жордана размера {\displaystyle m_{i}\times m_{i}} утверждает, что для {\displaystyle k\geq m_{i}-1}:
{\displaystyle J_{m_{i}}^{k}(\lambda _{i})={\begin{bmatrix}\lambda _{i}^{k}&{k \choose 1}\lambda _{i}^{k-1}&{k \choose 2}\lambda _{i}^{k-2}&\cdots &{k \choose m_{i}-1}\lambda _{i}^{k-m_{i}+1}\\0&\lambda _{i}^{k}&{k \choose 1}\lambda _{i}^{k-1}&\cdots &{k \choose m_{i}-2}\lambda _{i}^{k-m_{i}+2}\\\vdots &\vdots &\ddots &\ddots &\vdots \\0&0&\cdots &\lambda _{i}^{k}&{k \choose 1}\lambda _{i}^{k-1}\\0&0&\cdots &0&\lambda _{i}^{k}\end{bmatrix}}}
Таким образом, если {\displaystyle \rho (A)<1}, то для всех i верно {\displaystyle |\lambda _{i}|<1}. Следовательно, для всех i у нас есть:
{\displaystyle \lim _{k\to \infty }J_{m_{i}}^{k}=0},
из чего следует
{\displaystyle \lim _{k\to \infty }J^{k}=0.}
Следовательно,
{\displaystyle \lim _{k\to \infty }A^{k}=\lim _{k\to \infty }VJ^{k}V^{-1}=V\left(\lim _{k\to \infty }J^{k}\right)V^{-1}=0.}
С другой стороны, если {\displaystyle \rho (A)>1}, то по крайней мере один элемент в J не остается ограниченным при увеличении k, что доказывает вторую часть утверждения.

## Формула Гельфанда
Формула Гельфанда, названная в честь Израиля Гельфанда, предоставляет спектральный радиус как предел матричных норм.

### Теорема
Для любой матричной нормы ||⋅||, у нас есть
{\displaystyle \rho (A)=\lim _{k\to \infty }\left\|A^{k}\right\|^{\frac {1}{k}}}.
Более того, в случае согласованной матричной нормы {\displaystyle \lim _{k\to \infty }\left\|A^{k}\right\|^{\frac {1}{k}}} приближается к {\displaystyle \rho (A)} сверху (действительно, в этом случае {\displaystyle \rho (A)\leq \left\|A^{k}\right\|^{\frac {1}{k}}} для всех {\displaystyle k}).

### Доказательство
Для любого ε > 0, определим две следующие матрицы:
{\displaystyle A_{\pm }={\frac {1}{\rho (A)\pm \varepsilon }}A.}
Таким образом,
{\displaystyle \rho \left(A_{\pm }\right)={\frac {\rho (A)}{\rho (A)\pm \varepsilon }},\qquad \rho (A_{+})<1<\rho (A_{-}).}
Начнем с применения предыдущей теормы о пределах последовательностей степеней к A+:
{\displaystyle \lim _{k\to \infty }A_{+}^{k}=0.}
Это показывает существование N+ ∈ N такого, что для всех k ≥ N+,
{\displaystyle \left\|A_{+}^{k}\right\|<1.}
Поэтому,
{\displaystyle \left\|A^{k}\right\|^{\frac {1}{k}}<\rho (A)+\varepsilon .}
Аналогично, теорема о последовательностях степеней подразумевает, что {\displaystyle \|A_{-}^{k}\|} не ограничена и существует N− ∈ N такое, что для всех k ≥ N−,
{\displaystyle \left\|A_{-}^{k}\right\|>1.}
Следовательно,
{\displaystyle \left\|A^{k}\right\|^{\frac {1}{k}}>\rho (A)-\varepsilon .}
Пусть N = max{N+, N−}. Тогда,
{\displaystyle \forall \varepsilon >0\quad \exists N\in \mathbf {N} \quad \forall k\geq N\quad \rho (A)-\varepsilon <\left\|A^{k}\right\|^{\frac {1}{k}}<\rho (A)+\varepsilon ,}
то есть,
{\displaystyle \lim _{k\to \infty }\left\|A^{k}\right\|^{\frac {1}{k}}=\rho (A),}
что и требовалось доказать.

### Следствие
Формула Гельфанда даёт оценку спектрального радиуса произведения коммутирующих матриц: если {\displaystyle A_{1},\ldots ,A_{n}} — матрицы, все коммутирующие между собой, то
{\displaystyle \rho (A_{1}\cdots A_{n})\leq \rho (A_{1})\cdots \rho (A_{n}).}

### Числовой пример
Рассмотрим матрицу
{\displaystyle A={\begin{bmatrix}9&-1&2\\-2&8&4\\1&1&8\end{bmatrix}},}
собственные значения которой равны 5, 10, 10; по определению, ρ(A) = 10. В следующей таблице приведены значения {\displaystyle \|A^{k}\|^{\frac {1}{k}}} для четырёх наиболее используемых норм в сравнении с несколькими возрастающими значениями k (обратите внимание, что из-за особой формы этой матрицы, {\displaystyle \|.\|_{1}=\|.\|_{\infty }}):
| k                       | {\displaystyle \\|\cdot \\|_{1}=\\|\cdot \\|_{\infty }} | {\displaystyle \\|\cdot \\|_{F}} | {\displaystyle \\|\cdot \\|_{2}} |
| ----------------------- | ------------------------------------------------------- | -------------------------------- | -------------------------------- |
| 1                       | 14                                                      | 15.362291496                     | 10.681145748                     |
| 2                       | 12.649110641                                            | 12.328294348                     | 10.595665162                     |
| 3                       | 11.934831919                                            | 11.532450664                     | 10.500980846                     |
| 4                       | 11.501633169                                            | 11.151002986                     | 10.418165779                     |
| 5                       | 11.216043151                                            | 10.921242235                     | 10.351918183                     |
| {\displaystyle \vdots } | {\displaystyle \vdots }                                 | {\displaystyle \vdots }          | {\displaystyle \vdots }          |
| 10                      | 10.604944422                                            | 10.455910430                     | 10.183690042                     |
| 11                      | 10.548677680                                            | 10.413702213                     | 10.166990229                     |
| 12                      | 10.501921835                                            | 10.378620930                     | 10.153031596                     |
| {\displaystyle \vdots } | {\displaystyle \vdots }                                 | {\displaystyle \vdots }          | {\displaystyle \vdots }          |
| 20                      | 10.298254399                                            | 10.225504447                     | 10.091577411                     |
| 30                      | 10.197860892                                            | 10.149776921                     | 10.060958900                     |
| 40                      | 10.148031640                                            | 10.112123681                     | 10.045684426                     |
| 50                      | 10.118251035                                            | 10.089598820                     | 10.036530875                     |
| {\displaystyle \vdots } | {\displaystyle \vdots }                                 | {\displaystyle \vdots }          | {\displaystyle \vdots }          |
| 100                     | 10.058951752                                            | 10.044699508                     | 10.018248786                     |
| 200                     | 10.029432562                                            | 10.022324834                     | 10.009120234                     |
| 300                     | 10.019612095                                            | 10.014877690                     | 10.006079232                     |
| 400                     | 10.014705469                                            | 10.011156194                     | 10.004559078                     |
| {\displaystyle \vdots } | {\displaystyle \vdots }                                 | {\displaystyle \vdots }          | {\displaystyle \vdots }          |
| 1000                    | 10.005879594                                            | 10.004460985                     | 10.001823382                     |
| 2000                    | 10.002939365                                            | 10.002230244                     | 10.000911649                     |
| 3000                    | 10.001959481                                            | 10.001486774                     | 10.000607757                     |
| {\displaystyle \vdots } | {\displaystyle \vdots }                                 | {\displaystyle \vdots }          | {\displaystyle \vdots }          |
| 10000                   | 10.000587804                                            | 10.000446009                     | 10.000182323                     |
| 20000                   | 10.000293898                                            | 10.000223002                     | 10.000091161                     |
| 30000                   | 10.000195931                                            | 10.000148667                     | 10.000060774                     |
| {\displaystyle \vdots } | {\displaystyle \vdots }                                 | {\displaystyle \vdots }          | {\displaystyle \vdots }          |
| 100000                  | 10.000058779                                            | 10.000044600                     | 10.000018232                     |